# Norman Fischer (Cellist)
Norman Fischer (* 25. Mai 1949) ist ein US-amerikanischer Cellist und Musikpädagoge.

## Leben
Fischer studierte bei Richard Kapuscinski, Claus Adam und Bernard Greenhouse und wurde dann Mitglied des Concord String Quartet. Mit diesem gab er mehr als 1000 Konzerte, nahm über 40 Werke auf, gewann den Naumburg Chamber Music Award, zwei Nominationen für einen Grammy und einen Emmy Award. 1971 bildete er mit der Pianistin Jeanne Kierman das Fischer Duo, das neben Werken von Beethoven, Brahms und Schumann auch Werke zeitgenössischer Komponisten aufführte und aufnahm, darunter das Gesamtwerk für Cello und Klavier von William Bolcom und Werke von George Rochberg, Augusta Read Thomas, Robert Sirota, Pierre Jalbert und Richard Wilson. Seit mehr als 30 Jahren tritt er außerdem mit Jeanne Kierman und dem Geiger Andrew Jennings als Concord Trio auf.
Als Solocellist debütierte Fischer 1983 in New York mit Bachs sechs Cellosuiten. Seine Aufnahmen von Bolcoms Kompositionen für Cello solo fanden Verwendung als Schauspielmusik für die Aufführung von Arthur Miller Broken Glass am Broadway. Am Tanglewood Music Center spielte er 1995 Henri Dutilleux’ Trois Strophes sur le nom Sacher und im Folgejahr die Uraufführung von Bolcoms Suite in c-Moll. In Konzerten mit Orchester trat er unter der Leitung von Dirigenten wie Lukas Foss, Robert Spano, Larry Rachleff und Efrain Guigui auf und spielte u. a. Robert Sirotas Cello Concerto (1985), Augusta Read Thomas’ Vigil, Steven Stuckys Voyages und Ross Lee Finneys Narrative.
Fischer unterrichtete am Dartmouth College und am Oberlin Conservatory of Music. Ab 1985 gehörte er der Sommerfakultät des Tanglewood Music Center an, wo er den Charles E. Culpepper Foundation Master Teacher Chair  innehat. Seit 1992 ist er Herbert-S.-Autrey-Professor für Cello und Direktor der Abteilung Kammermusik an der Shepherd School of Music der Rice University
in Houston. Außerdem gehört er zum Direktorium von Chamber Music America.